# Sermones y prédicas del Cristo de Elqui
Sermones y prédicas del Cristo de Elqui es considerado el undécimo poemario del escritor chileno Nicanor Parra, publicado originalmente en 1977 por Galería Época en Santiago de Chile.
Este fue el primer libro del antipoeta publicado durante la dictadura militar de Augusto Pinochet, luego del Golpe de Estado en Chile de 1973. Por protección y para evitar la censura, en él el autor asumió el alter ego de Domingo Zárate Vega (1898-1971), más conocido como el Cristo de Elqui, un predicador callejero que se hizo muy célebre en Chile durante los años 1930 y que Parra había visto en su juventud.
A este libro le siguió unos años más tarde su continuación, Nuevos sermones y prédicas del Cristo de Elqui (1979). Parra trabajó además en un tercer poemario de esta clase, titulado La vuelta del Cristo de Elqui, que nunca fue publicado.

## Historia editorial
Parra estaba interesado en el personaje del verdadero Cristo de Elqui desde su juventud. Según el crítico y estudioso de la obra de Parra, Federico Schopf, en esta obra y su sucesora el autor utiliza a este personaje como un objet trouvé.
La cubierta de la edición original incluye la portada de La estrella del Oriente, uno de los folletos que vendía el propio Domingo Zárate Vega.

## Análisis de la obra
Para Schopf, tanto en este libro como en su continuación convergen una antipoesía dramatizada y la cultura popular. Ambos serían claros ejemplos del uso de la escenificación del sujeto poético, recurso utilizado por Parra para remecer al disperso, anestesiado, ensimismado, agresivo y desconfiado público contemporáneo. En este sentido, Schopf asocia esta obra con otros antipoemas del autor, como los presentes en Discursos de sobremesa, o algunos de Poemas y antipoemas («El peregrino» y «Soliloquio del individuo») y de Versos de salón («Conversación galante» y «Pido que se levante la sesión»). Sobre esta convergencia de estilos concuerda el crítico Niall Binns, quien considera ambos libros como los más conscientemente chilenos del autor, tanto en temática como en lenguaje. Como obras antipoéticas, en ellas están especialmente presentes el anticlericalismo católico y la fascinación por el lenguaje moderno. A ambas obras Parra les da un tono carnavalesco, salvo en ciertas ocasiones de duda existencial en que se deja ver el trasfondo trágico del protagonista.
El protagonista es un fundamentalista religioso contradictorio, pintoresco, mediatizado, enérgico, narcisista, con una modestia a veces falsa y a momentos verdadera, que interviene en diversos espacios de Chile (plazas, radios, escuelas, hospitales, regimientos, teatros, clubes sociales deportivos, cárceles) para dirigirse así a un público diverso. Su discurso oscila entre la coherencia y el disparate. En materias de religión y ética, alterna entre un tono a ratos desafiante y a momentos balbuceante, del mismo modo que se bate entre una actitud moralista y el oportunismo fraudulento. Este Cristo de Elqui tiene obsesiones edípicas y sexuales, le teme a la muerte y padece de un neoplatonismo ingenuo.
Es además un personaje anacrónico, que dispone sus discursos a lo largo de la obra sin mantener un orden cronológico, como un ardid, avalado por el antipoeta, para confundir al lector y dificultar la reconstrucción de su biografía. Así, mediante el uso de contradicciones temporales, desde el año 1930 el autor viaja hacia el año 1 y hasta el presente de 1977. Sutilmente, tras la aparente seriedad del discurso de su alter ego, Parra alude a los años 1960, al Golpe de Estado y a la dictadura militar de Augusto Pinochet, convirtiendo a sus lectores contemporáneos, víctimas de la dictadura militar, en otro nivel de espectadores del Cristo de Elqui, y al mismo tiempo utilizando el humor como liberación para esos años de inestabilidad y opresión. Una de las referencias más claras a la dictadura se da en el poema XXIV, donde el protagonista menciona el campo de detención de prisioneros políticos utilizado en 1949 en Pisagua, para referirse al mismo tiempo al campo de prisioneros creado en el mismo lugar en los años 1970. Este anacronismo se extiende en la obra incluso más allá del discurso del personaje. Así, por ejemplo, la voz del narrador inicial emula al animador y presentador televisivo Don Francisco, como toque absurdo y al mismo tiempo como una crítica al capitalismo imperante de los años 1970, que lo banaliza todo. A su vez, las obras acaban en un juzgado menor, donde el acusado se enfrenta a acusaciones por lucro y engaño.
Para el propio Nicanor Parra, toda prédica ideológica, política o religiosa cae en el personaje del Cristo de Elqui, en un discurso neurótico que de vez en cuando trae ciertos momentos de lucidez. Para Schopf, de ambos libros, más allá de la denuncia política, lo que resulta más importante son estas contradicciones, junto a la visión cósmica del universo que posee el protagonista.